# 人权和公民权宣言

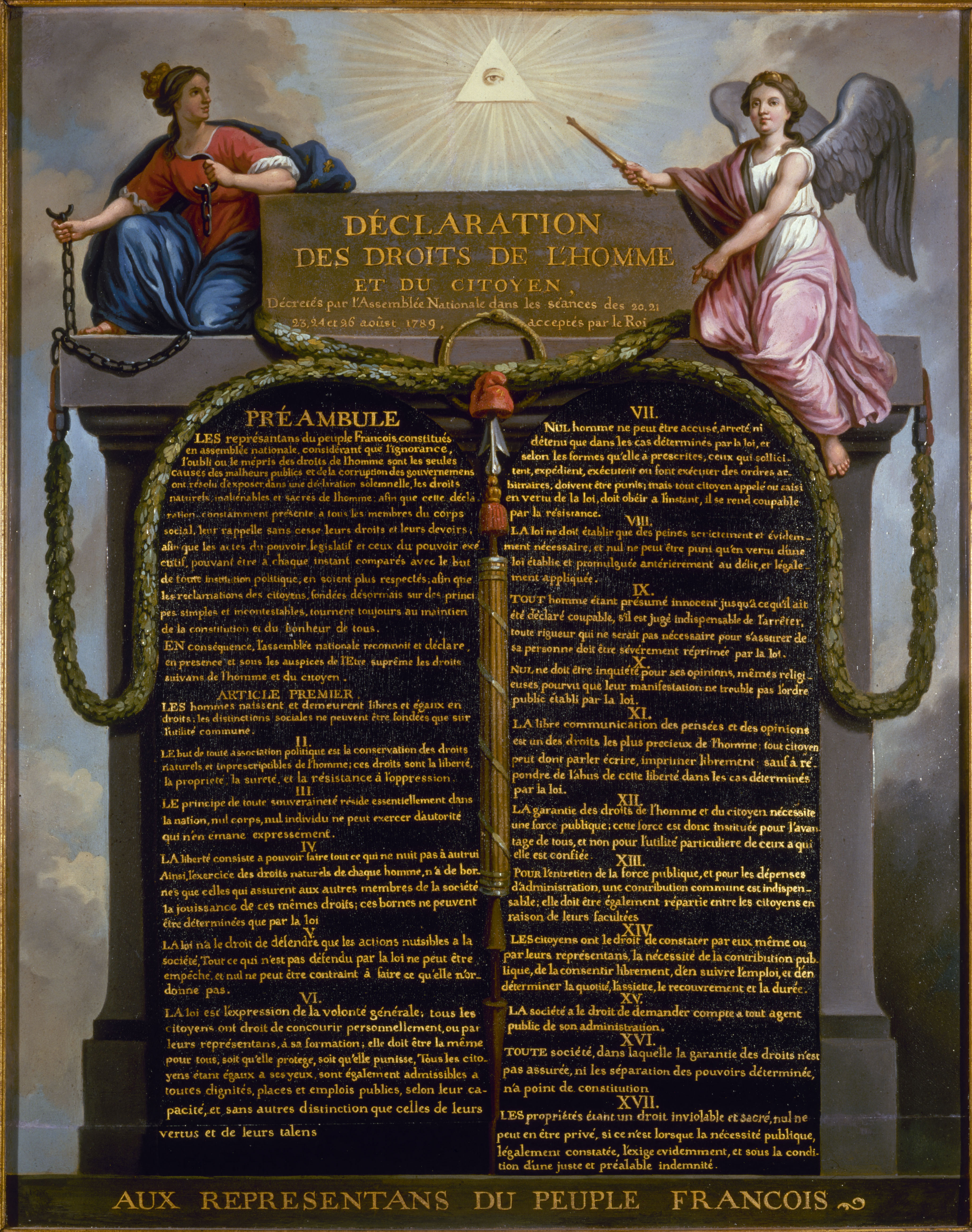
《人权宣言》的序文和第17条的纪念版。上方正中为“理性”之目。

《人权和公民权宣言》（法語：Déclaration des Droits de l'Homme et du Citoyen），简称《人权宣言》，颁布于1789年8月26日，是在法国大革命时期颁布的纲领性文件，最初的起草人是拉法耶特侯爵，受到美国革命家托马斯·杰斐逊的影响。

## 歷史
人权宣言受到美国的《独立宣言》和各州权利法案的影响，采用18世纪的启蒙学说和自然权论，宣布自由、财产、安全和反抗压迫是天赋不可剥夺的人权。私有財產是自然權利，不可剝奪和侵犯:97。
宣言肯定了言论、信仰、著作和出版自由，阐明了司法、行政、立法三权分立等原則。法律面前人人平等，職務對有才能的人同等開放；但在同等條件下賽跑，參賽者不會同時跑完:97-98。
宣言第一條稱，「在法律上，人生來是而且始終是自由平等的」；但也容許社會差別，「只要是建立在公益基礎之上」:97。
关于人权宣言的思想渊源，学术界仍存在争论，德国学者吉歐·耶林內克认为它抄袭北美的權利法案，而法国学者埃米尔·布特米则认为它的文本是法国原创的，观念则是18世纪精神的体现。不一定由民主選舉產生宣言中設想的代表大會，制度也不是要廢除國王:98。
1793年6月24日，雅各宾派通过的新宪法前面所附的《人权宣言》又作了进一步的修改，宣布“社会的目的就是共同的幸福”，提出“主权在民”，并且表示如果政府压迫或侵犯人民的权利，人民就有反抗和起义的权利（革命權）。1789年典型的自由主義資產階級和至1848年的自由派並非民主派，而是信仰立憲政體、有公民自由和保障私有的國家，由納稅人和有產者組成政府:98。
但是，这份宣言里保障的人权受历史发展的社會環境局限，仅仅是针对“拥有市民权的男性”（＝“人”＝“男性”、＝“男性市民”）而言的。在当时，女性、奴隶等是不被当作完整的“人”来看待的，並無公民權。宣言主張「所有公民都有權在制定法律方面進行合作」；「個人親自參與，或透過自己的代表參與」:98。
這是一份反對貴族特權階級社會的宣言，不是支持民主或平等社會:97。

## 早期的权利宣言
- 大宪章（1215年于英格兰）
- 1689年权利法案（1689年于英格兰）
- 弗吉尼亚权利法案（1776年于美国）
- 美国权利法案（1789年于美国）
- 美國憲法第十四修正案

## 现代的国际人权法文件
- 世界人权宣言
- 公民权利和政治权利国际公约
- 经济、社会及文化权利国际公约